# Grižići
Grižići is een plaats in de gemeente Sibinj in de Kroatische provincie Brod-Posavina. De plaats telt 149 inwoners (2001).